# Export Administration Regulations
Die Export Administration Regulations (EAR) ist die Ausführungsverordnung des US-Gesetzes Export Administration Act (EAA). Die Verordnung zur Exportkontrolle wird von der Behörde Bureau of Industry and Security (BIS) erlassen und regelt den Export und Reexport von US-Gütern.
Mit dem EAR werden der Export und der Reexport sowohl der sog. Dual-Use-Güter als auch rein kommerzieller Wirtschaftsgüter ohne militärischen Verwendungszweck geregelt. Darüber hinaus werden der Export und der Reexport anderer Wirtschaftsgüter über andere Regelungen und durch andere amerikanische Behörden kontrolliert.
Im Wesentlichen verfolgt die amerikanische Regierung mit dem EAR vier Ziele:
- Schutz der nationalen Sicherheit der Vereinigten Staaten
- Unterstützung der amerikanischen Außenpolitik
- Verhinderung der Weiterverbreitung bzw. die Weitergabe von Massenvernichtungswaffen Non-Proliferation
- Wahrung kurzfristiger amerikanischer Interessen